# Batalla de Lissa (1811)
La batalla de Lissa, que tuvo lugar el 13 de marzo de 1811, fue un enfrentamiento naval entre una escuadra británica y una coalición de naves francesas y venecianas durante la campaña del Adriático de las guerras napoleónicas. En este combate ambas flotas lucharon por la posesión geoestratégica de la isla adriática de Lissa, desde la cual los barcos británicos interrumpían el tráfico marítimo francés. Los franceses necesitaban controlar el mar Adriático para abastecer a su ejército en Iliria, por lo que prepararon una fuerza de invasión en marzo de 1811. El ejército invasor estaba formado por seis fragatas, numerosas embarcaciones más pequeñas y un batallón de soldados italianos.
La fuerza francesa, liderada por Bernard Dubourdieu, se encontró con el capitán inglés William Hoste, quien estaba al mando de los cuatro barcos con base en la isla. En la batalla que se produjo, Hoste hundió el buque insignia francés, capturó otros dos navíos e hizo huir al resto. La batalla supuso una importante victoria británica debido a la importante diferencia de tamaño de las flotas y al mensaje enviado por Hoste. Mediante señas, Hoste dijo a los franceses mientras éstos se retiraban: «Recordad a Nelson». Tras esto llevó al buque insignia francés hacia la orilla y volvió con su escuadra. Se la considera una de las más brillantes batallas navales de la guerra.

## Situación
Se conocen como guerras napoleónicas al conjunto de conflictos que enfrentaron al ejército francés del Emperador Napoleón Bonaparte contra sus oponentes europeos. Las guerras comenzaron en 1799, con la subida al poder de Napoleón. La guerra de la Quinta Coalición acabó en 1809 con el Tratado de Schönbrunn, mediante el cual Francia tomó posesión de la única zona del Adriático que no estaba bajo su mando: las Provincias Ilirias. Con este tratado no se hizo más que oficializar el control que ya ejercía Napoleón sobre esta región desde 1805 y sobre todo el mar Adriático desde el Tratado de Tilsit en 1807. En el Tratado de Tilsit, Rusia concedió a Francia el control sobre la República de las Islas Jónicas retirando sus propias tropas de la región y dando a Napoleón libertad para actuar en el Adriático. En Schönbrunn, Napoleón consiguió que Iliria pasase a formar parte de Francia y por tanto estar bajo su mando directo. Esto no lo había logrado con todos sus dominios, como por ejemplo el Reino de Italia, el cual, pese a estar gobernado por el Emperador, era nominalmente independiente. Este dominio de toda la costa adriática le permitía transportar sin oposición sus tropas a los Balcanes. El ejército francés destacado en las Provincias Ilirias estaba preparado para una eventual invasión franco-rusa al Imperio otomano. Francia y Rusia habían firmado un acuerdo de mutuo apoyo militar contra los otomanos.

Extensión del Primer Imperio francés a comienzos de 1811.
Tierras bajo poder directo de Napoleón.
Estados satélite y territorios conquistados.

Para interrumpir los preparativos de este ejército, la Marina Real Británica, que controlaba la práctica totalidad del Mediterráneo desde la batalla de Trafalgar en 1805, tomó la isla dálmata de Lissa en 1807 y la usó de base para lanzar ataques costeros a los puertos de Italia e Iliria. Con estas operaciones capturaron numerosos barcos y provocaron el pánico y numerosos problemas al control francés de la región. Para contrarrestar los efectos de la Marina Real, Francia aprobó un proyecto de construcción de barcos en los puertos italianos, especialmente en Venecia, y envió varias fragatas a proteger los astilleros. Las fuerzas franco-venecianas del comodoro Bernard Dubourdieu fueron incapaces de forzar a la pequeña flota británica de William Hoste a presentar batalla en mar abierto, donde la superioridad numérica de Dubordieu le hubiese dado una ventaja que hubiese resultado fatal para Hoste. En lugar de esto, las escuadras británica y francesa se dedicaron a llevar a cabo una campaña de pequeñas incursiones durante el año 1810.
En octubre de 1810, Dubordieu desembarcó 700 soldados italianos en Lissa aprovechando que Hoste se encontraba en el sur del Adriático. La isla había quedado bajo el mando de James Lew y Robert Kingston, quienes se trasladaron con toda la población de la isla y todas sus provisiones a las montañas. Las tropas italianas tomaron posesión de la principal ciudad de la isla, Port Saint George, la cual encontraron completamente abandonada. Los franceses y los italianos incendiaron pequeñas embarcaciones del puerto y capturaron otras aunque no se quedaron en la isla más de siete horas, retirándose antes de que Hoste volviese. Durante el resto del año la situación estuvo tranquila. A la escuadra británica se le añadió el navío de línea HMS Montagu, con el cual los británicos ganaron superioridad frente a los franceses.
A principios de 1811 las campañas de incursiones se reemprendieron y los continuos ataques británicos a lo largo de la costa italiana llevaron a Dubourdieu a organizar una segunda invasión de Lissa. Aprovechando la ventaja que les dio la ausencia temporal del Montagu, Dubourdieu preparó seis fragatas y numerosos barcos menores y embarcó a 500 soldados italianos al mando del coronel Alexander Giffenga. La escuadra formada por Dubourdieu no solo superaba en barcos y hombres a la británica, sino que la doblaba en potencia de fuego. Dubordieu planeó derrotar a la flota de Hoste y después tomar la isla, con lo que erradicaría la amenaza británica en el Adriático durante los siguientes meses.

## La batalla

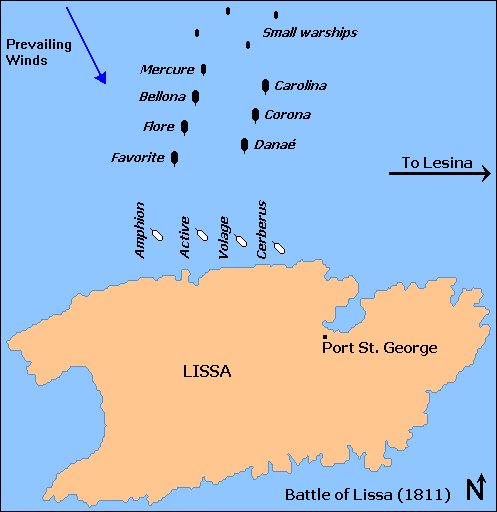
Formación de las escuadras franco-veneciana (en negro) y británica (en blanco) poco antes de comenzar la batalla de Lissa.

La escuadra de Dubordieu fue divisada acercándose a la isla a las 3 de la mañana del 12 de marzo de 1811 por el capitán Gordon desde el navío HMS Active, el cual había liderado una flotilla británica desde Port Saint George hasta Ancona. La escuadra británica viró hacia el oeste y navegó a menos de un kilómetro de la costa esperando la llegada de los franceses. A las seis de la mañana, Dubordieu se acercó a la línea británica desde el nordeste separado en dos divisiones. El comandante viajaba en el navío francés Favorite al frente de la división de barlovento. Dubordieu confiaba en pasar por delante del Active, el cual iba a la cabeza de la línea británica, y cruzarla más al este con el Danaé, quien lideraba la división de sotavento. Pretendía romper la columna británica en dos partes para destruir la escuadra en el fuego cruzado.
Durante las tres horas siguientes, las escuadras continuaron acercándose, aunque debido a los suaves vientos no pasaban de los tres nudos. Hoste recordó el gran efecto que surtió entre los británicos la señal que envió el almirante Nelson antes de la batalla de Trafalgar y decidió enviarla él también: «Recordad a Nelson». Esta señal fue recibida por los tripulantes con gritos de entusiasmo. Conforme se acercaba a la fuerza de Hoste, Dubordieu se daba cuenta de que sería imposible pasar por delante del Active debido a la velocidad de los barcos británicos y tampoco podría romper la línea porque los navíos se encontraban muy cerca unos de otros. Por lo tanto decidió atacar al segundo barco de la columna británica, el barco insignia de Hoste, el HMS Amphion. El comandante francés poseía, además de una importante ventaja en el número de barcos, una gran superioridad de tropas, por lo que, en caso de abordaje, los soldados italianos podrían atacar fácilmente a los marinos británicos. A las nueve de la mañana se produjeron los primeros disparos. Los británicos usaron su mayor capacidad de fuego para atacar a los primeros barcos franceses, el Favorite y el Danaé, los cuales no pudieron defenderse durante los primeros minutos. La escuadra francesa esperó un tiempo antes de disparar, ya que Dubordieu quería organizar a las tropas y a los marineros del Favorite para poder causar el mayor efecto posible en el primer ataque, que estaba reservado para el Amphion.
Hoste era consciente de las intenciones de Dubordieu y de la ventaja numérica francesa, por lo que ordenó armar un cañón de 5,5 pulgadas en la cubierta del Amphion y cargarlo con 750 balas de mosquete. Cuando el Favorite se hallaba a escasos metros de la popa del Amphion, Hoste ordenó abrir fuego y el disparo del cañón barrió la cubierta del barco francés, diezmando al grupo de abordaje. Entre las docenas de muertos y heridos se encontraban Dubordieu y todos los oficiales de la fragata, quedando el coronel Gifflenga al mando del Favorite. Ambos barcos insignia seguían acercándose mientras que el resto de las escuadras mantenían el fuego. Varios barcos franceses se aproximaron al HMS Cerberus, el último de la escuadra, y atacaron duramente.

### La maniobra de Hoste
Tras la muerte de Dubordieu, el capitán Péridier, del barco Flore, ordenó a los barcos franceses y venecianos atacar directamente a la columna británica. El dañado Favorite lideró un intento de rodear al Amphion y atacarlo antes de que este pudiese entablar fuego cruzado. El resto de la escuadra franco-veneciana lo siguió e intentó aprovechar su superioridad numérica para vencer a los británicos. Hoste había previsto esta posibilidad e inmediatamente ordenó a sus barcos que girasen, primero al este y luego al sur, para dar media vuelta. Este movimiento provocó confusión entre los barcos franceses y venecianos, lo que les llevó a desorganizarse. El Favorite, que había perdido a casi todos sus mandos, fue incapaz de responder rápidamente a esta maniobra y se dirigió entre toda esta confusión a la costa rocosa, donde encalló.
Debido a la pérdida del Favorite la confusión en la escuadra francesa fue completa. La formación francesa y veneciana se rompió y los británicos pudieron adelantarse a sus enemigos. Los principales barcos franceses, el Flore y el Bellona, no consiguieron más que alcanzar al barco más retrasado de la columna británica, el Amphion. Este se encontró atrapado entre las dos fragatas y esto retrasó el avance de la línea británica lo suficiente como para que la división francesa de sotavento liderada por el Danaé pudiese atacar al HMS Volage, que iba al frente de la escuadra británica tras adelantar al Cerberus durante el giro. El Volage era mucho menor que su oponente pero estaba muy bien armado con cañones de corto alcance que causaron tal daño al Danaé que el barco francés tuvo que alejarse para intentar atacar desde una distancia mayor. El esfuerzo del combate a esta mayor distancia inhabilitó los cañones de corto alcance del Volage y debilitó al barco, con una sola arma con la que enfrentarse a su oponente.

### La cacería

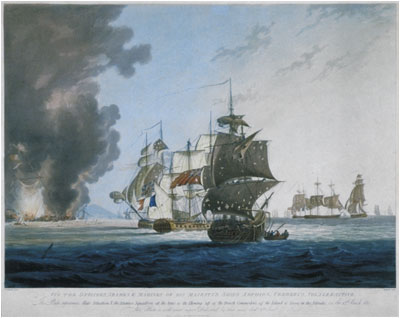
Los últimos momentos de la batalla. Al fondo se puede observar cómo arde el Active. Obra de Henri Merke.

Detrás del Volage y el Danaé, el veneciano Corona se estaba enfrentando al Cerberus en un duelo a corta distancia. El Cerberus sufrió grandes daños aunque consiguió causar destrozos similares en el barco italiano. Este intercambio de fuego continuó hasta la llegada del Active, lo que empujó al Danaé, al Corona y al Carolina a retirarse hacia el este. En la cola de la línea, el Amphion logró acercarse al Flore y acribillarlo con fuego corto. Los daños fueron tales que en menos de cinco minutos los oficiales del navío francés arriaron la bandera, en señal de rendición. El capitán Péridier había sido gravemente herido en el combate, por lo que no tomó parte en los siguientes movimientos del Flore. El buque insignia británico procedió entonces a atacar al Bellona y en el enfrentamiento, que duró hasta el mediodía, forzó al barco italiano a rendirse. Durante el combate, el pequeño barco Principessa Augusta disparó al Amphion durante un tiempo hasta que este último pudo girar un cañón en su dirección y hacerlo retirarse. Hoste envió un bote para que tomase posesión del Bellona, pero a causa de los daños sufridos no pudo enviar otro para tomar el Flore. Habiéndose dado cuenta de las dificultades por las que pasaba el Amphion, los oficiales del Flore, que habían hecho algunos arreglos rápidos durante el tiempo que estuvo apartado del combate, decidieron dirigirse al puerto francés en Lesina pese a haberse rendido unas horas atrás.
El Active, el único barco británico que aún estaba en condiciones de luchar, comenzó la persecución del enemigo. A las doce y media alcanzó al Corona en el canal entre Lissa y la pequeña isla de Spalmadon. Las fragatas maniobraron una alrededor de la otra durante una hora. Los capitanes Gordon y Paschaglio estaban buscando la mejor posición para enfrentarse al barco contrario. Los navíos entraron en combate a las dos menos cuarto y, tras tres cuartos de hora de lucha, el Active obligó al barco italiano a rendirse y lo abordó. El Active también sufrió grandes daños y, como la escuadra británica no era suficientemente fuerte para continuar el combate atacando los restos de la flota francesa protegida en el puerto de Lesina, la batalla terminó. Los supervivientes de la escuadra franco-veneciana consiguieron ponerse a salvo en el puerto. El Carolina y el Danaé habían aprovechado el combate entre el Active y el Corona para escapar mientras el Flore indicaba a todos los barcos británicos que se había rendido y que, pese a no tener ningún oficial británico a bordo, estaba en posesión de la Marina Real. Sin embargo, aprovechó un descuido para escabullirse y consiguió llegar a Lesina poco después del Carolina y del Danaé. El pequeño barco de la flota que había recibido el ataque al final de la batalla también llegó a puerto.

### Final de la batalla
Aunque el Favorite se había hundido, más de 200 miembros de la tripulación llegaron a tierra y, liderados por el coronel Gifflenga, se prepararon para dirigirse a Port Saint George y capturarla. Los oficiales al mando de la ciudad organizaron a la población local en una fuerza defensiva y se dirigieron al encuentro de Gifflenga. Informaron a éste de que la escuadra británica regresaría pronto, trayendo un gran número de militares, artillería y marineros. Le propuso por tanto que se rindiese si quería obtener mejores condiciones. Gifflenga reconoció que su posición era de clara desventaja y capituló. En Port Saint George, el barco veneciano Lodola entró en el puerto sin que nadie lo avistase y estuvo a punto de capturar el corsario siciliano Vincitoire. El atacante fue expulsado por la pequeña guarnición que quedaba en el puerto.
En los mares de Lissa, las tripulaciones tuvieron que hacer grandes esfuerzos para poder llevar los barcos capturados al puerto. El Corona estaba ardiendo a consecuencia de su enfrentamiento con el Active y tuvieron que unirse los marineros británicos y los italianos para apagar el fuego. Finalmente consiguieron controlar el incendio, pero tras perder cinco hombres y sufrir graves quemaduras otros tantos cuando parte del barco se derrumbó. A bordo del Bellona también hubo problemas. El capitán Duodo había planeado prender fuego al pañol de pólvora tras su rendición, pero resultó mortalmente herido durante el combate, por lo que le encargó esa misión al segundo al mando. Pese a haberle prometido hacerlo, prefirió entregar el control del barco a los británicos cuando estos vinieron a tomar posesión.
Hoste también se quedó en el mar, dirigiendo el maltrecho Amphion muy cerca del alcance de las baterías del puerto de Lesina. Hoste estaba enfadado con el comportamiento de los oficiales del Flore y envió un mensaje a Lesina pidiendo que se le entregase el barco que se les había rendido. Al rendirse y después huir, los oficiales del barco francés rompieron una norma no escrita de la guerra naval, según la cual, si un barco arriaba la bandera voluntariamente en un enfrentamiento para evitar más bajas, significaba que los oficiales entregaban el navío al enemigo. 'El Flore pudo pasar tranquilamente entre los demás barcos británicos porque reconoció haberse rendido y la Marina británica opinaba que romper la norma antes descrita era completamente deshonroso. Los franceses no contestaron a Hoste, y la escuadra británica tuvo que regresar finalmente a efectuar reparaciones en la flota.

## Consecuencias
Las bajas en ambos bandos fueron altas. Los barcos británicos perdieron a 190 hombres entre muertos y heridos durante el combate y un número indeterminado durante el incendio del Corona. Los capitanes Hoste y Hornby resultaron gravemente heridos y toda la escuadra británica necesitaba reparaciones urgentes antes de volver a surcar el mar. En la escuadra franco-italiana la situación resultó incluso peor, aunque no se tienen datos concretos sobre las bajas. Al menos murieron 150 hombres a bordo del Favorite durante la batalla y el posterior hundimiento, y todos los supervivientes fueron hechos prisioneros tras rendirse antes de atacar Port Saint George. El Bellona sufrió 70 bajas y las pérdidas del Corona fueron también bastante altas. De los barcos que consiguieron escapar hay pocos datos de las pérdidas de vidas, pero todos necesitaron importantes reparaciones. Se estima que las bajas totales de franceses e italianos rondan las 700 vidas. Las pérdidas entre los oficiales fueron bastante altas, ya que resultaron muertos el comodoro Dubourdieu y los capitanes Meillerie y Duodo.
Hoste insistió muy pronto en su derecho sobre el Flore aunque Villon, el capitán del Danaé, quien había asumido el mando de la flota, se lo denegó y no le devolvió el barco rendido. Los barcos franceses e italianos que sobrevivieron al combate fueron llevados en un principio a Ragusa mientras esperaban a que llegasen suministros para poder continuar con la campaña contra los británicos. Sin embargo, una escuadra británica descubrió y hundió en Parenzo al barco que transportaba los suministros, consiguiendo expulsar a todos los franceses de la zona. En Gran Bretaña, la hazaña de Hoste fue abiertamente alabada y todos los tenientes de la escuadra fueron ascendidos a comandantes y los capitanes recibieron una medalla. A su llegada al Reino Unido, el Corona y el Bellona fueron reparados y posteriormente comprados para servir en la Marina Real, siendo renombrados como HMS Daedalus y HMS Dover, respectivamente. El Daedalus fue reutilizado en 1812 pero se hundió un año más tarde en Ceilán.
La superioridad numérica en la región estaba asegurada tras la batalla. Cuando los refuerzos franceses salieron hacia el Adriático el 25 de marzo desde Toulon, fueron capturados por el capitán Robert Otway al mando del HMS Ayax antes de que pasaran Córcega. Durante todo lo que quedaba del año 1811, las fragatas francesas e británicas continuaron navegando en el Adriático, teniendo otro enfrentamiento el 29 de noviembre, durante el cual la escuadra francesa sufrió otra estrepitosa derrota.
A largo plazo, la batalla de Lissa tuvo importantes repercusiones. La destrucción del Favorite, uno de los mayores y mejor preparados barcos de la Marina Francesa, y la muerte del agresivo Dubourdieu acabaron con la posibilidad de los franceses de atacar los Balcanes y enfrentarse al Imperio Otomano.

## Orden de batalla
| Escuadra del capitán Hoste                         | Escuadra del capitán Hoste | Escuadra del capitán Hoste | Escuadra del capitán Hoste     | Escuadra del capitán Hoste | Escuadra del capitán Hoste | Escuadra del capitán Hoste | Escuadra del capitán Hoste | Escuadra del capitán Hoste | Escuadra del capitán Hoste | Escuadra del capitán Hoste |
| Barco                                              | Cañones                    | Flota                      | Comandante                     | Bajas                      | Bajas                      | Bajas                      | Notas                      |                            |                            |                            |
| Barco                                              | Cañones                    | Flota                      | Comandante                     | Muertos                    | Heridos                    | Total                      | Notas                      |                            |                            |                            |
| -------------------------------------------------- | -------------------------- | -------------------------- | ------------------------------ | -------------------------- | -------------------------- | -------------------------- | -------------------------- | -------------------------- | -------------------------- | -------------------------- |
| HMS Active                                         | 38                         |                            | Capitán James Alexander Gordon | 4                          | 24                         | 28                         |                            |                            |                            |                            |
| HMS Amphion                                        | 32                         |                            | Capitán William Hoste          | 15                         | 47                         | 62                         |                            |                            |                            |                            |
| HMS Volage                                         | 22                         |                            | Capitán Phipps Hornby          | 13                         | 33                         | 46                         |                            |                            |                            |                            |
| HMS Cerberus                                       | 32                         |                            | Capitán Henry Whitby           | 13                         | 41                         | 54                         |                            |                            |                            |                            |
| Bajas: 45 muertos, 145 heridos, 190 bajas en total |                            |                            |                                |                            |                            |                            |                            |                            |                            |                            |

| Escuadra del comodoro Dubourdieu | Escuadra del comodoro Dubourdieu | Escuadra del comodoro Dubourdieu | Escuadra del comodoro Dubourdieu                                                      | Escuadra del comodoro Dubourdieu | Escuadra del comodoro Dubourdieu | Escuadra del comodoro Dubourdieu | Escuadra del comodoro Dubourdieu                                                                 | Escuadra del comodoro Dubourdieu | Escuadra del comodoro Dubourdieu | Escuadra del comodoro Dubourdieu |
| Barco | Cañones                          | Flota                            | Comandante                                                                            | Bajas                            | Bajas                            | Bajas                            | Notas                                                                                            |                                  |                                  |                                  |
| Barco | Cañones                          | Flota                            | Comandante                                                                            | Muertos                          | Heridos                          | Total                            | Notas                                                                                            |                                  |                                  |                                  |
| División de barlovento | División de barlovento           | División de barlovento           | División de barlovento                                                                | División de barlovento           | División de barlovento           | División de barlovento           | División de barlovento                                                                           | División de barlovento           | División de barlovento           | División de barlovento           |
| --- | -------------------------------- | -------------------------------- | ------------------------------------------------------------------------------------- | -------------------------------- | -------------------------------- | -------------------------------- | ------------------------------------------------------------------------------------------------ | -------------------------------- | -------------------------------- | -------------------------------- |
| Favorite | 40                               | Bandera de Francia.              | Commodoro Bernard Dubourdieu † Capitán Antonie-Francois-Zavier La Marre-la-Meillerie† | —                                | —                                | ~150                             | Se acercó a la costa, donde encalló y resultó destruido.                                         |                                  |                                  |                                  |
| Flore | 40                               | Bandera de Francia.              | Capitán Jean-Alexandre Péridier                                                       | —                                | —                                | desconocido                      | Se rindió pero finalmente huyó.                                                                  |                                  |                                  |                                  |
| Bellona | 32                               |                                  | Capitán Duodo †                                                                       | —                                | 1                                | ~70                              | Capturado y posteriormente utilizado por la Marina Real Británica con el nombre de HMS Dover.    |                                  |                                  |                                  |
| División de sotavento |                                  |                                  |                                                                                       |                                  |                                  |                                  |                                                                                                  |                                  |                                  |                                  |
| Danaé | 40                               | Bandera de Francia.              | Capitán Villon                                                                        | —                                | —                                | desconocido                      |                                                                                                  |                                  |                                  |                                  |
| Corona | 40                               |                                  | Capitán Paschaligo                                                                    | —                                | —                                | desconocido                      | Capturado y posteriormente utilizado por la Marina Real Británica con el nombre de HMS Daedalus. |                                  |                                  |                                  |
| Carolina | 32                               |                                  | Capitán Palicuccia                                                                    | —                                | —                                | desconocido                      |                                                                                                  |                                  |                                  |                                  |
| La escuadra de Dubordieu iba acompañada por el bergantín Mercure, las dos pequeñas goletas Principessa Augusta y Principessa di Bologna, el jabeque Eugenio y dos cañoneras. Ninguno de estos resultó seriamente dañado. Además la flota transportaba a 500 soldados italianos dirigidos por Alexander Gifflenga. |                                  |                                  |                                                                                       |                                  |                                  |                                  |                                                                                                  |                                  |                                  |                                  |
| Bajas: aproximadamente 700 muertos, heridos o capturados. |                                  |                                  |                                                                                       |                                  |                                  |                                  |                                                                                                  |                                  |                                  |                                  |
| Referencias: Gardiner, p. 173; Henderson, p. 112; James, p. 351; Smith, p. 356; Woodman, p. 253 |                                  |                                  |                                                                                       |                                  |                                  |                                  |                                                                                                  |                                  |                                  |                                  |

Notas
- = Marina Real británica
 = Armada Francesa
 = Armada del Reino de Italia.